# Pittosporum argentifolium
Pittosporum argentifolium är en tvåhjärtbladig växtart som beskrevs av Earl Edward Sherff.
Pittosporum argentifolium ingår i släktet Pittosporum och familjen Pittosporaceae. Inga underarter finns listade i Catalogue of Life.